# 小行星2968
小行星2968（2968 Iliya）是一颗围绕太阳公转的小行星。1978年8月31日，尼古拉·切爾尼赫在克里米亚发现了此天体。
該小行星以傳說的俄羅斯英雄伊利亞·穆羅梅茨命名。
这颗小行星的绝对星等为34.37467等。